# داغ‌تارلا (بایبورد)
داغ‌تارلا {{ترکی|Dağtarla) (به ارمنی: Օրդուկի) (به کردی: Ûrtûkî) یک منطقهٔ مسکونی در ترکیه است که در بایبورد واقع شده‌است. داغ‌تارلا ۲۱۲ نفر جمعیت دارد.